# 黄毅 (1958年)
黄毅（1958年8月—），景颇族，云南瑞丽人，中华人民共和国政治人物，武汉理工大学经济学博士学位。曾任云南省政协副主席。

## 生平
1975年9月参加工作，在陇川县下乡知青。1978年进入云南农业大学园艺系茶叶专业学习。1981年1月加入中国共产党。1982年留校任园艺系教师。1984年升任园艺系党总支副书记。1989年调至瑞丽市任科技副市长，1991年兼任瑞丽边境经济合作区工委书记、管委会主任。1993年升任德宏州人民政府副州长。1996年升任云南省对外贸易经济合作厅副厅长。
2001年调至地方，任中共保山市委书记。2004年6月至9月在清华大学公共管理学院、美国哈佛大学肯尼迪政府学院高级公共管理班学习。2005年6月调回云南省政府，任省政府党组成员、办公厅党组书记；同年7月任云南省人民政府秘书长。
2006年11月，任中共云南省委常委、统战部部长，2007年9月至2010年6月于武汉理工大学产业经济学院产业经济学专业在职研究生班学习，获经济学博士学位。2008年，当选第十一届全国政协委员，代表少数民族界，分入第五十组。2016年12月，不再担任中共云南省委常委。
2017年1月，当选云南省政协副主席。2022年1月，不再担任省政协副主席职务。2022年3月，因涉嫌严重违纪违法，接受中央纪委国家监委纪律审查和监察调查。2022年8月30日，被开除党籍、取消待遇，移送司法机关审查起诉；9月，最高人民检察院以涉嫌受贿罪对黄毅作出逮捕决定。
2023年7月4日，重慶市第一中級人民法院一審公開宣判雲南省政協原黨組成員、副主席黃毅受賄案，對被告人黃毅以受賄罪（人民币3495万余元）判處有期徒刑十三年，並處罰金人民幣三百萬元；對其受賄所得財物及其孳息依法予以追繳，上繳國庫。